# Ante Tomić (baloncestista)
Ante Tomić (Dubrovnik, Croacia, 17 de febrero de 1987) es un jugador de baloncesto croata que juega en el Club Joventut Badalona. Mide 2,18 metros y juega de pívot.

## Carrera

### Inicios
Empezó a jugar a baloncesto para el equipo de la ciudad, el Dubrovnik. Este decidió irse de su ciudad natal para darse a conocer a nivel nacional e internacional en Zagreb.
Así, fichó por el KK Zagreb,paso unas pruebas con el valencia de portero, pero no cuajo. con no pudiendo jugar durante una temporada por la normativa de la federación croata. En Zagreb, llegó a la selección sub-18, y a la selección sub-20 posteriormente, con la que jugó el Europeo de Turquía en 2006.

### Real Madrid
A principios de 2010 el Real Madrid alcanzó un principio de acuerdo con el KK Zagreb para incorporar al jugador por tres temporadas, con opción del club a ampliarlo una más, por las que el jugador percibiría unos dos millones de euros. Su primera temporada fue bastante aceptable, por lo que en su segunda, fue normalmente titular y siendo elegido en el quinteto ideal de la liga ACB.

### F. C. Barcelona

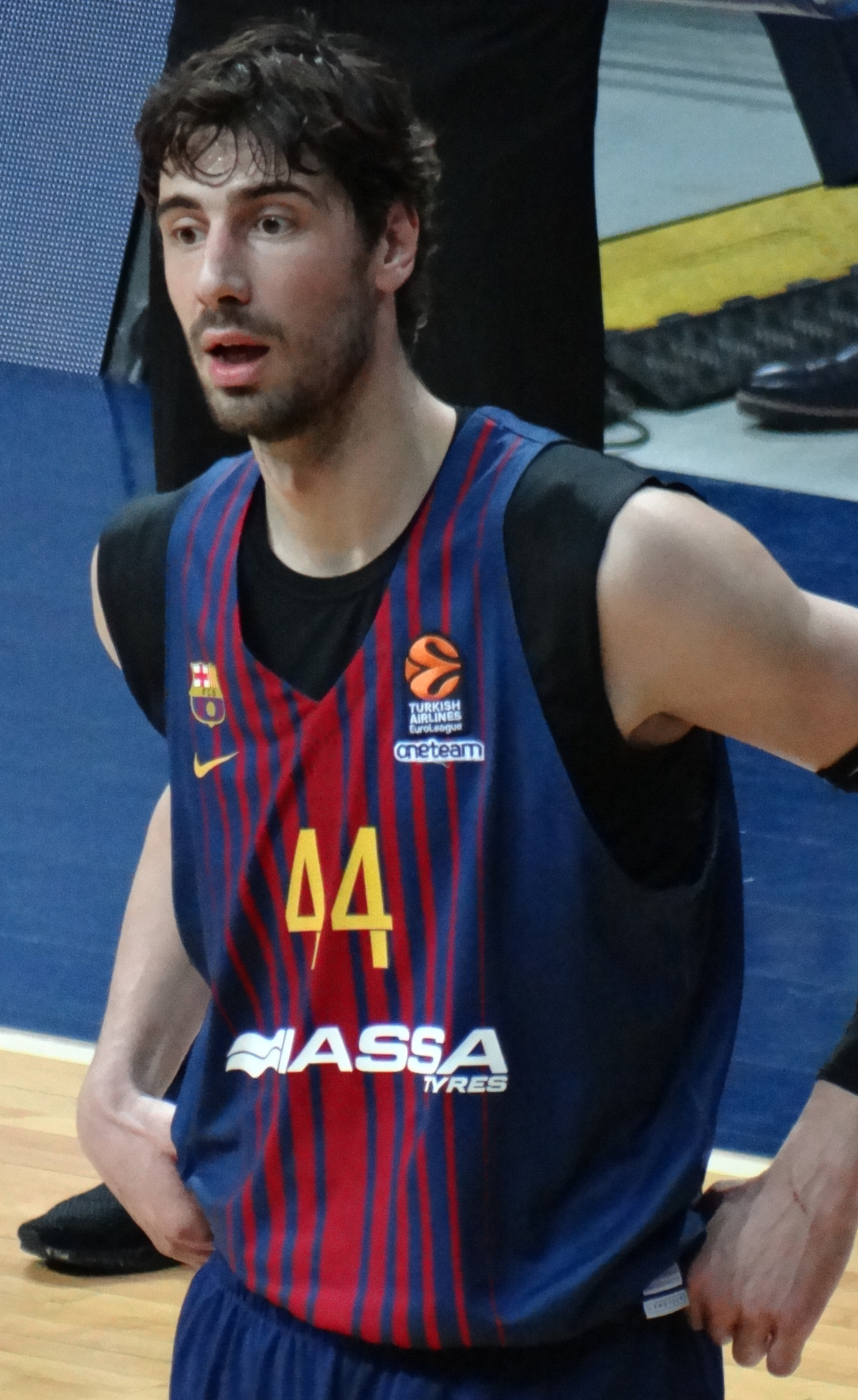
Tomić con el FC Barcelona.

Tras abandonar la disciplina del Real Madrid, se especuló con que varios de los clubes más importantes de Europa como el CSKA Moscú o el Efes Pilsen estaban interesados en su fichaje. Finalmente el 5 de julio de 2012, Tomic fichó por el F. C. Barcelona con tres años de contrato más uno opcional con el objetivo de ganar títulos.
Con el FC Barcelona estuvo finalmente durante ocho temporadas, ganando una liga ACB y tres Copas del Rey pero sin conseguir la tan deseada Euroliga.

### Club Joventut Badalona
Tras ocho temporadas como azulgrana, el 19 de julio de 2020 se hizo oficial su fichaje por el Club Joventut Badalona por dos temporadas más una tercera opcional.
En la temporada 2022-23 se convierte en cuarto jugador con más rebotes en la historia de la Liga ACB.
Tras 5 temporadas en Badalona mostrando su mejor versión, Ante renueva por tres temporadas más con el club verdinegro, hasta 2028.
La temporada 2024-25 fue el jugador más valorado de la liga ACB, realizando su mejor campaña desde que llegó a España. También se convirtió en el jugador extranjero con más partidos y más valorado en la historia del Joventut, además de sumar topes personales como tercer máximo reboteador y cuarto jugador más valorado en la historia de la liga ACB.

## Palmarés

### KK Zagreb
- Krešimir Ćosić Cup (1): 2008

### Real Madrid
- Copa del Rey (1): 2012

### F. C. Barcelona
- Liga ACB (1): 2014
- Copa del Rey (3): 2013, 2018 y 2019
- Supercopa de España (1): 2015
- Liga Catalana (7): 2012, 2013, 2014, 2015, 2016, 2017 y 2019

### Consideraciones individuales
- MVP de la ABA Liga (1): 2009
- Quinteto Ideal de la ACB (6):
  - Primer Quinteto (2): 2011, 2013 y 2025
  - Segundo Quinteto (3): 2017, 2018 y 2023
- Quinteto Ideal de los Playoffs de la ACB (2): 2013 y 2014
- Quinteto Ideal de la Euroliga (3):
  - Primer Quinteto (2): 2013 y 2014
  - Segundo Quinteto (1): 2015
- Quinteto Ideal de la Eurocup (1): 2023